# Lapa
Lapa és un barri de Rio de Janeiro, Brasil, situat entre Santa Teresa i Centro.
És conegut per haver estat bressol de la bohèmia carioca, però també perquè concentra bona part de les activitats culturals de Rio i per reunir dos dels conjunts arquitectònics més rics de la ciutat: l'Aqüeducte Carioca i l'Escala de Selarón.

## Història
Des de la primeria de la dècada de 1950, Lapa era un dels principals punts de referència de la vida nocturna de la ciutat. La zona, amb els seus famosos cabarets i restaurants, era considerat la "Montmartre Carioca", freqüentada pels més destacats artistes, intel·lectuals, polítics i diplomàtics. Ja en el segle XXI, Lapa va superar una època de desvaloració de la zona i va tornar a imposar-se com a referent cultural. La prefectura de Rio va restaurar bona part de la zona, que va mantenir gairebé intacta l'arquitectura original dels predis d'inici de segle passat, principal característica del lloc. El conegut "chapero" i delinqüent Madame Sata va treballar als anys 1930 en un dels cabarets del barri, el Cabaret Lux, situat en la rúa Boticario, 38.

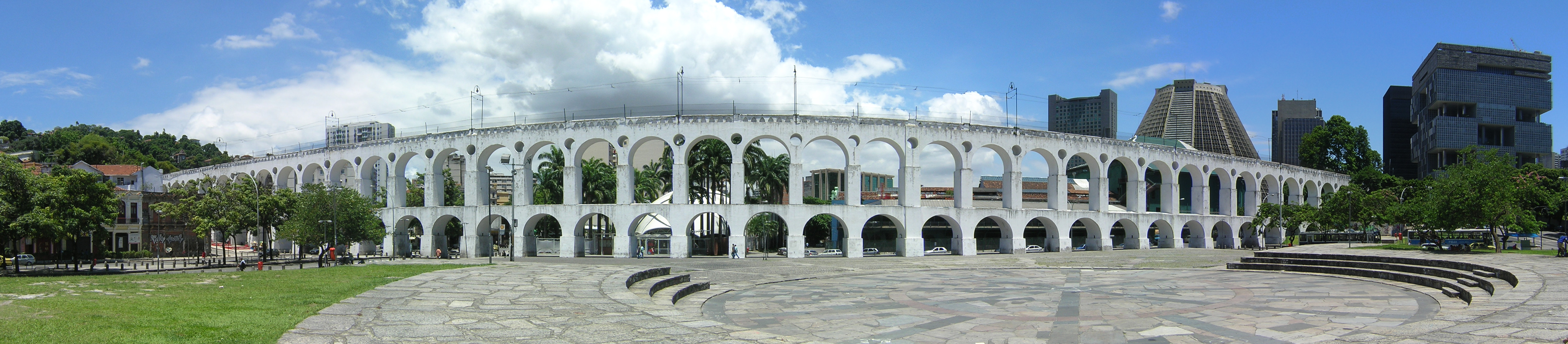
L'Aqüeducte Carioca, una de les atraccions turístiques de Rio de Janeiro.

## Llocs destacats

### Arcs de Lapa

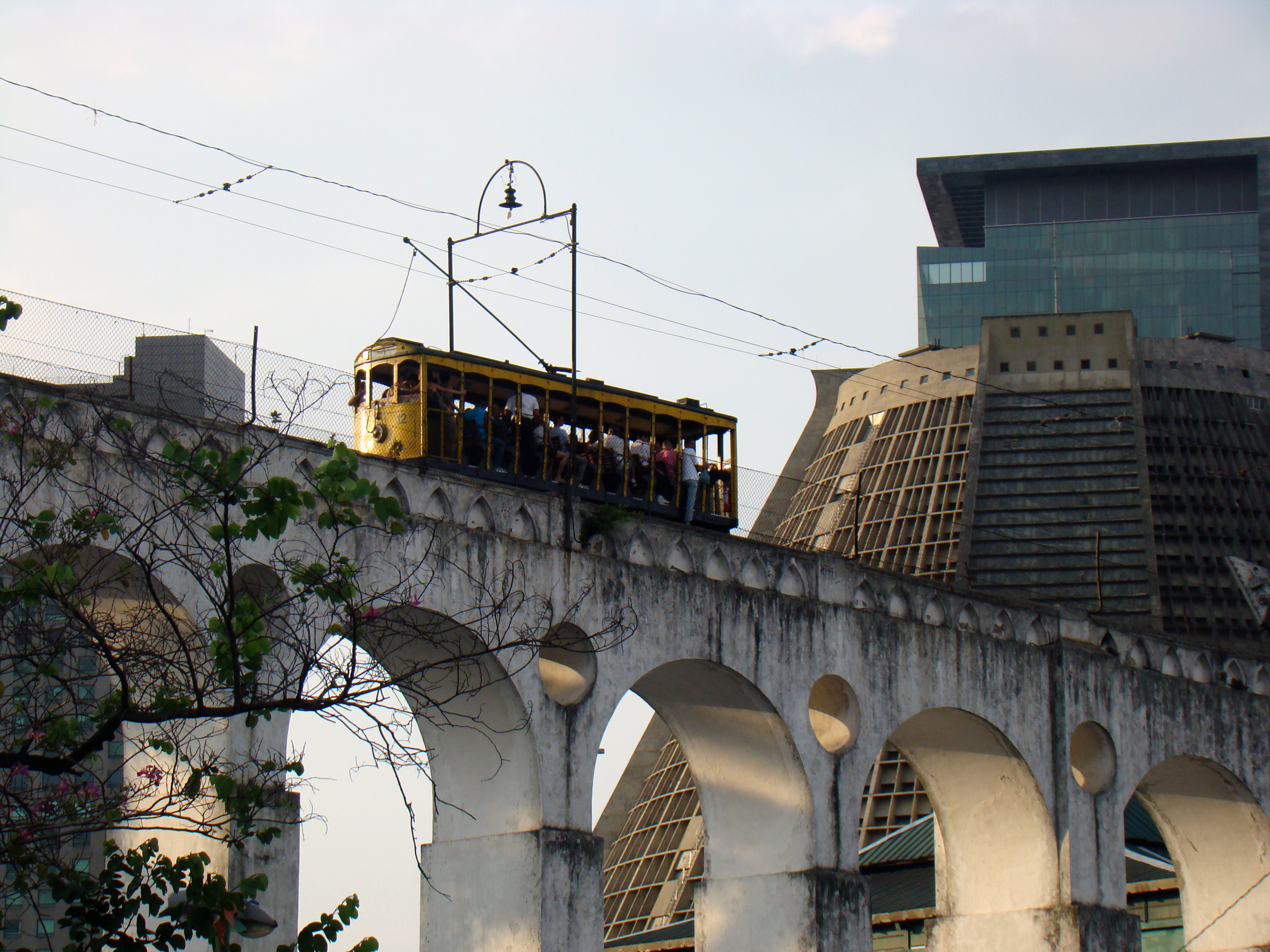
El bondinho sobre l'Aqüeducte Carioca.

És famós l'Aqüeducte Carioca (conegut com els Arcs de Lapa), inaugurat el 1750 pel govern colonial portuguès per proveir d'aigua a la ciutat. Té 270 metres d'extensió i 16,40 metres d'altura, i té 42 arcs. Des de 1896, serveix de via al pintoresc bondinho (en rigor, un pintoresc tramvia elèctric) que grimpa pel yuró) del barri de Santa Teresa.

### L'Escala del convent de Santa Teresa

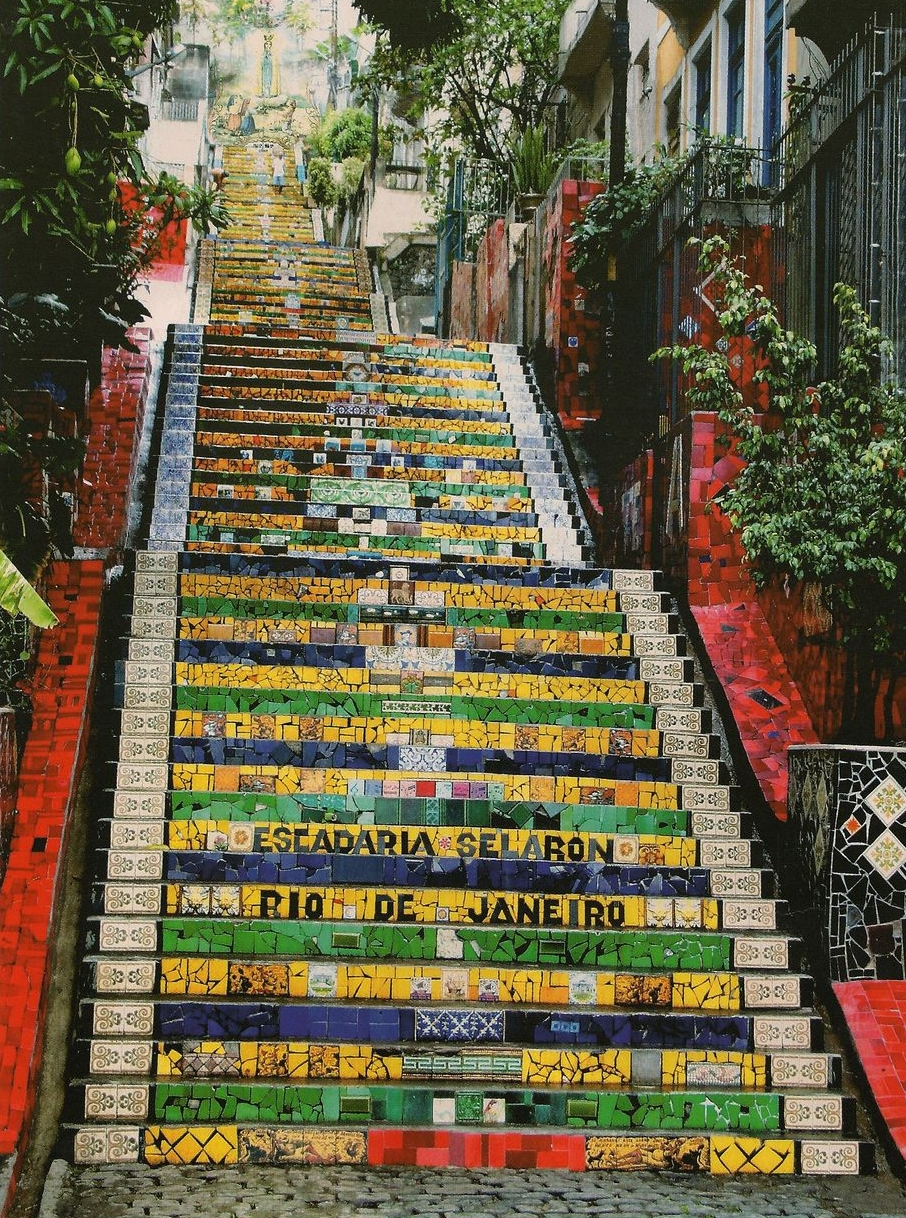
L'Escala de Selarón.

A Lapa hi ha una obra «viva i mutant»: l'Escala de Selaron. Els 125 metres d'escala (amb 215 esglaons) que porten al convent van ser decorats per l'artista xilè Jorge Selarón amb més de dos mil rajoles amb els colors de la bandera del Brasil. Selarón es va encarregardel manteniment de l'escala, en la qual contínuament reemplaçava rajoles. Va sostenir que acabaria la seva obra «el darrere dia» de la seva vida. Situada al carrer Teotônio Regades, va servir com a tema principal d'articles periodístics i programes televisius de tot el món, va ser escenari de videoclips musicals i fins i tot es va utilitzar com a set fotogràfic per a l'edició nord-americana de Playboy. «Mai oblidaré el dia en què una model nord-americana va posar nua sobre la meva obra», va dir Selarón.

### Altres
El Paseo Público (enfront de l'Aqüeducte), l'Escola Nacional de Música i l'església de La nostra Senyora de Lapa són veritables icones del Rio antic.

## Activitat cultural
La programació cultural de Lapa és molt diversa i no discrimina gèneres ni artistes. Hi ha bars com Semente i Ernesto (dedicats al més autèntic Xoro), Asa Branca (reducte de música popular i Forró), Rio Scenarium i Carioca da Gema (llocs on destaquen les rodes de samba). També hi ha llocs de house i el tecno, a més dels xous de grans artistes de la Música Popular Brasileira (MPB) a la Fundição Progresso. Artistes nacionals i internacionals solen oferir recitals a Circo Voador.
També s'hi donen xous a l'aire lliure, sempre amb els Arcs de Lapa com a fons. Rio Scenarium i Emporium 100 (també dedicat a la roda de samba) funcionen durant el dia com anticuaris. La Sala Cecília Meirelles és considerada la millor casa de concerts de música de cambra de Rio.
Lapa també és ben coneguda per la gastronomia, amb restaurants coneguts com Nova Capela, Manoel i Joaquim i Bar Brasil, entre d'altres.